# Gumby
Gumby (conocido también como Gomosito en países de habla-hispana) es una figura de arcilla humanoide jade creado y modelado por  Art Clokey. Fue objeto de una serie de 233 episodios de televisión estadounidense que se extendió durante un período de 35 años y una película basada en la serie. Estaba animado con stop motion (animación mediante sucesión de imágenes).

## Personajes
El compañero principal de Gumby es Pokey (llamado Trotón en Latinoamérica), un pony parlante naranja (voz de Art Clokey y Dallas McKennon en diferentes épocas), y su némesis son los Blockheads (los cubocabezas), un par de figuras humanoides de color rojo con cabezas en forma de bloque, que siempre causan daño y estragos. Los Blockheads fueron inspirados por los Chicos Katzenjammer, que siempre estaban metiéndose en líos y causando molestias a los demás. Otros personajes son Nopey, el perro de Gumby (cuyo entero vocabulario es la palabra "no", "nope" en inglés); y Espina (Tego), un dinosaurio de color amarillo, que a veces se caracteriza como un detective con pipa y gorra de cazador como Sherlock Holmes. También se incluyen Goo (Lenita), una sirena azul voladora que escupe bolas de color azul y puede cambiar de forma a voluntad, la madre de Gumby, Gumba y su padre, Gumbo. Posteriormente la serie sindicada de 1988 añadió la hermana de Gumby, Minga y el mastodonte amigo, Denali (Mamoo).

## Orígenes
Gumby fue creado por Art Clokey en la década de 1950 después de terminar la escuela de cine en la Universidad de California del Sur. La primera película de animación de Clokey era un cortometraje de 3 minutos de 1953 'Gumbasia', un surrealista montaje de movimiento y expansión de los restos de arcilla a la música en una parodia de la Fantasía de Disney. Gumbasia fue creado en un estilo Vorkapich llamado Principio Kinestésico del Cine, descrito como "masaje de las células de los ojos", esta técnica de movimientos de cámara y edición fue responsable de gran parte de la mirada y la sensación Gumby. Clokey y su esposa, Ruth (née Parkander), inventaron Gumby en la década de 1950 en su casa de Covina poco después de terminar la escuela de cine en la USC. En 1955 Clokey mostró 'Gumbasia' al productor de cine Sam Engel, quien le animó a desarrollar su técnica mediante la adición de las cifras. De los tres episodios piloto de Gumby, el primero fue hecho por Clokey por su cuenta, y los dos siguientes se realizaron para la cadena NBC y se muestra en el Howdy Doody Show para probar la reacción del público. El segundo piloto de 15 minutos, "Gumby va a la Luna ", fue rechazado inicialmente por el ejecutivo de la NBC Thomas Warren Sarnoff. El episodio Gumby tercero, "Rumpus Robot", hizo un exitoso debut en el Show de Howdy Doody en agosto de 1956.
Gumby era una serie de la NBC (a Howdy Doody spin-off) en 1957 con un montón de películas de marionetas Clokey, así como la variedad de entrevistas y juegos, que es organizado por Robert "Nick" Nicholson de marzo a junio , entonces por Pinky Lee hasta noviembre.
Gumby fue inspirado por una sugerencia de Ruth Clokey de que basara su personaje en el hombre de pan de jengibre. Gumby era verde, simplemente porque era el color favorito de Clokey. Sus piernas y pies se hicieron anchas por razones prácticas: aseguraban que el personaje de arcilla se mantuviera de pie durante el rodaje en stop-motion. La famosa forma inclinada de la cabeza de Gumby se basó en el estilo de peinado del padre Clokey, Charles Farrington, en una vieja fotografía.
Intérpretes femeninas (entre ellas Ginny Tyler y Wible Nancy) suministraron la voz de Gumby durante los episodios iniciales. Se han añadido nuevos episodios desde 1961 hasta 1963, momento en el que Dallas McKennon se convirtió en la voz de Gumby. La producción continuó a través de 1966-1968, tiempo en el cual Norma MacMillan hizo la voz de Gumby.